# Mercato dei capitali

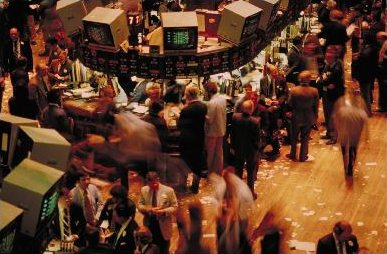
La piazza della Borsa di New York, uno dei più grandi mercati dei capitali secondari nel mondo. La maggior parte degli scambi sulla borsa di New York sono eseguiti per via elettronica, ma la sua struttura ibrida permette di effettuare negoziazioni faccia a faccia.

Un mercato dei capitali è un mercato finanziario in cui viene trattata la compravendita di titoli azionari o obbligazionari di medio o lungo termine. Si contrappone perciò al mercato monetario, che tratta strumenti d'investimento di durata inferiore ai dodici mesi. I mercati di capitale trasferiscono i risparmi degli investitori a quegli enti, come aziende o governi, che possono farli fruttare tramite i loro investimenti. Enti regolatori finanziari come l'italiana Commissione nazionale per le società e la Borsa (Consob) e la statunitense Securities and Exchange Commission (SEC) hanno tra gli altri incarichi il compito di supervisionare i mercati di capitali al fine di proteggere gli investitori da casi di frode.